# Pfarrkirche Loidesthal

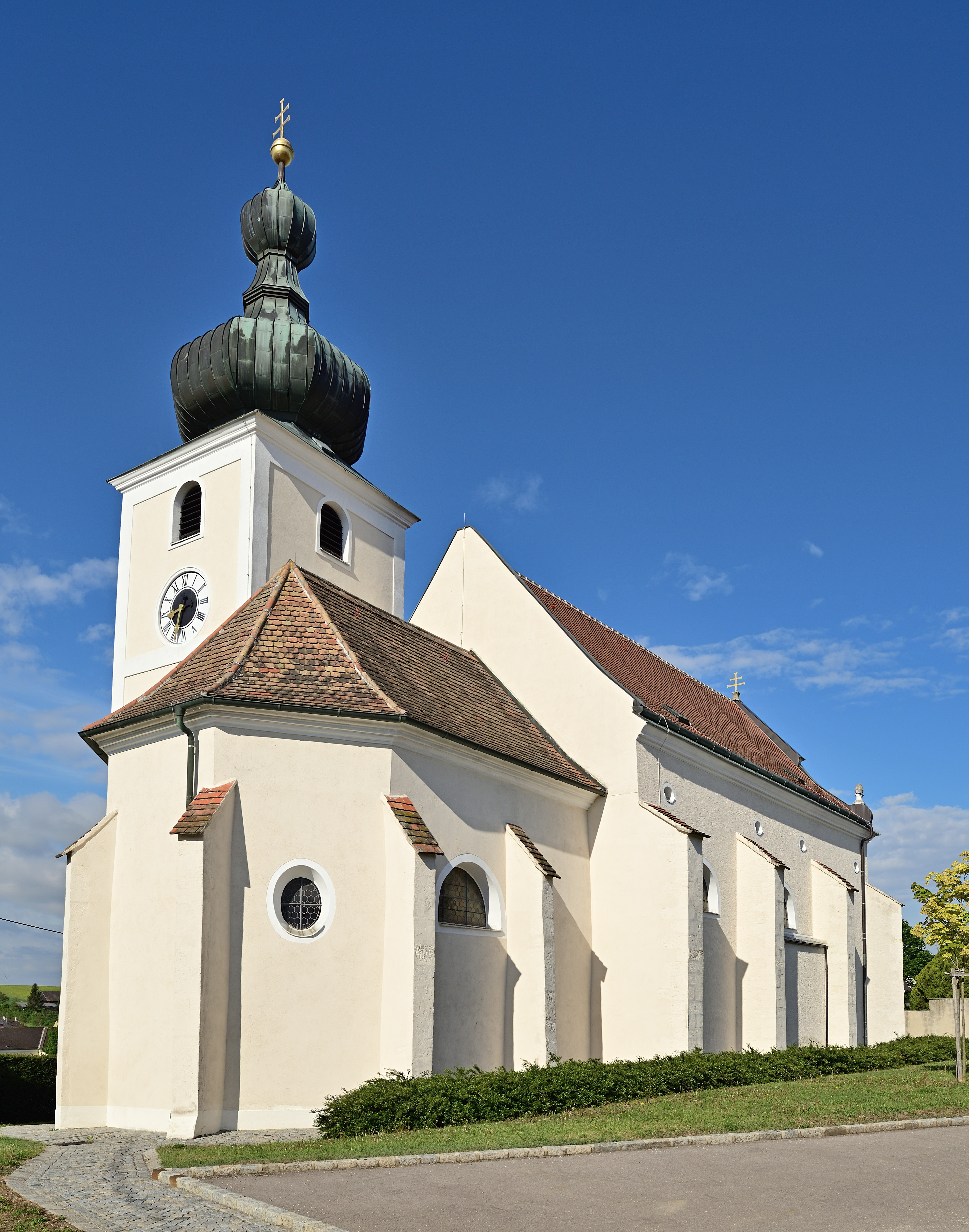
Katholische Pfarrkirche hl. Wolfgang in Loidesthal

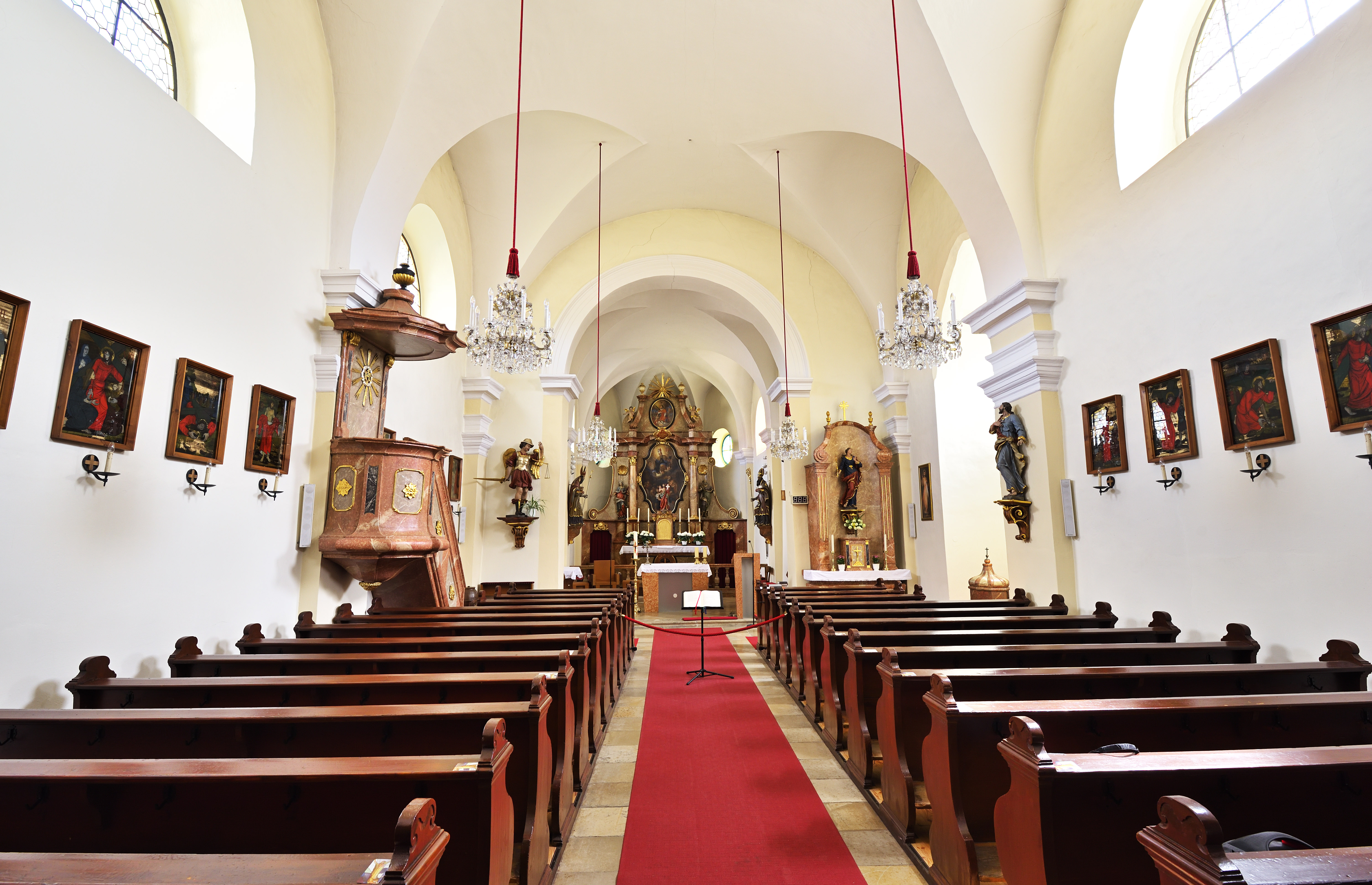
Langhaus, Blick zum Chor

Die römisch-katholische Pfarrkirche Loidesthal steht in beherrschender Höhenlage im Norden der Ortschaft Loidesthal der Stadtgemeinde Zistersdorf in Bezirk Gänserndorf in Niederösterreich. Die dem Patrozinium des Heiligen Wolfgang von Regensburg unterstellte Pfarrkirche gehört zum Dekanat Zistersdorf in der Erzdiözese Wien. Die Kirche steht unter Denkmalschutz (Listeneintrag).

## Geschichte
Ursprünglich war die Kirche der Benediktinerabtei Michaelbeuern inkorporiert. Die Pfarre wurde 1783 gegründet.
Der im Kern spätgotische Kirchenbau mit einem mächtigen Südturm entstand im 15. Jahrhundert und wurde um 1700 ohne große Eingriffe barockisiert.

## Architektur
Das Kirchenäußere zeigt ein hohes Langhaus mit einer schlichten Westfront mit einem barocken Portalvorbau. Die Westfront hat über einem umlaufenden Gesims einen zweigeschoßigen getreppten strengen Volutengiebel mit Eckvasen. Die Langhausseitenfronten haben kräftige Strebepfeiler und Lünettenfenster, südlich gibt es ein vermauertes Portal mit einer Volutenverdachung und Eckquaderung. Der eingezogene Chor hat Strebepfeiler und kleine Ovalfenster und südlich ein gotisches Schulterbogenportal, teils vom Turm überschnitten. Der dreigeschoßige Turm hat eine schlichte Putzbandgliederung, rundbogige Schallfenster und trägt einen Zwiebelhelm.
Das Kircheninnere zeigt ein hohes dreijochiges Langhaus unter einem barocken Tonnengewölbe mit Stichkappen auf kräftigen Wandpfeilern und einem umlaufenden Gebälk, das Heiliggeistloch im mittleren Joch hat eine profilierte Stuckrahmung, in der Südwand zeigt sich das vermauerte Portal als Nische. Die Orgelempore auf einer Flachdecke hat eine Brüstung mit einer Putzfeldgliederung. Der schmale Triumphbogen ist rundbogig. Der einjochige Chor mit einem Fünfachtelschluss hat ein barockes Tonnengewölbe mit Stichkappen auf Wandpfeilern. Südlich von Chor befindet sich im Turmerdgeschoß die kreuzgratgewölbte Sakristei.

## Einrichtung
Der barocke Säulenaltar entstand im ersten Drittel des 18. Jahrhunderts, er zeigt das Altarblatt Szene aus dem Leben des hl. Wolfgang und trägt die Seitenfiguren der Heiligen Joachim und Anna und zeigt im Auszug das Bild hl. Erasmus. Ein kleiner barocker Seitenaltar entstand in der Mitte des 18. Jahrhunderts, er trägt in einer zentralen Nische die Figur Immaculata. Die schlichte barocke Kanzel entstand in der ersten Hälfte des 18. Jahrhunderts.
Es gibt barocke Figuren der Heiligen Benedikt, Ulrich, Erzengel Michael und Erlöser aus der Mitte des 18. Jahrhunderts.
Die Orgel baute Johann M. Kauffmann 1910. Eine Glocke nennt Bartholomäus Kaffel 1852.